# Doručovací adresa
Doručovací adresa je
1. Synonymum pro Poštovní adresu, tedy specifikace adresáta zásilky v poštovním styku. Taková specifikace je uvedena na zásilce (dopise, balíčku apod.).
2. Jiná adresa pro doručení sjednaná na poště. Na tuto adresu budou přesměrovány některé nebo všechny zásilky pro daného adresáta. Jedná se o komerční (placenou) službu pošty.
3. Jiná, než trvalá adresa pro úřední styk. Taková, na kterou občanovi mají být doručovány písemnosti podle zvláštního právního předpisu. Slouží pro doručování úřední korespondence.

## Úřední doručovací adresa
Úřední doručovací adresu si v ČR mohou občané zvolit od 1. července 2009. Tuto doručovací adresu musí respektovat všechny orgány veřejné moci (obce, města, kraje, stát). Do zákona 133/2000 Sb.              o evidenci obyvatel byl vložen nový § 10b, který zní:
(1) Na písemnou žádost občana lze v evidenci obyvatel vést též údaj o adrese, na kterou mu mají být doručovány písemnosti podle zvláštního právního předpisu…
(4) Adresu podle odstavce 1 poskytuje ministerstvo, krajský úřad a obecní úřad obce s rozšířenou působností správnímu orgánu nebo jinému orgánu veřejné moci pro účely doručování; tím není dotčeno poskytování tohoto údaje podle jiného právního předpisu.
Taková adresa může být kdykoli zřízena i zrušena a je závazná pro správní i trestní řízení. Podle výkladu Min. vnitra není doručovací adresou fax ani mail, ale může to být adresa v zahraničí nebo P. O. Box. Na Portále veřejné správy je proces popsán jako životní situace.
Přestože je žádost o doručování na zvolenou doručovací adresu podáním, volbu adresy pro konkrétní doručování lze provést i podpisem protokolu. Podle judikátu Nejvyššího správního soudu např. tak, že účastník podepíše protokol, v němž je identifikován doručovací adresou. Nevyžaduje se tedy, aby součástí zápisu byla výslovná formulace např. „účastník řízení požaduje, aby mu bylo doručováno na adresu“.

## Doručovací adresy ve tvaru UNLOADu
Tento formát zveřejnilo Ministerstvo vnitra. Struktura se liší pro různé typy doručovacích adres (adresa, P. O. Box, fax, e-mail, nestrukturovaná).